# Gliese 815
Gliese 815 é uma estrela binária na direção da constelação do Cisne. Fica há 49,3 anos-luz do Sol. As duas estrelas que compõe o sistema são menores que o Sol, e estão muito perto uma da outra. Em seu periélio, elas ficam praticamente na mesmo distância entre Júpiter e o Sol. Desse modo, mesmo as estrelas sendo pequenas, de uma estrela, a outra seria mais visível que a lua Cheia para nós.
O Componente A do sistema é uma estrela variável eruptiva, também chamadas de estrelas tipo UV Ceti. Gliese 815 está entre as duas primeiras estrelas conhecidas desse tipo, num estudo realizado em 1924..